# Filatelie

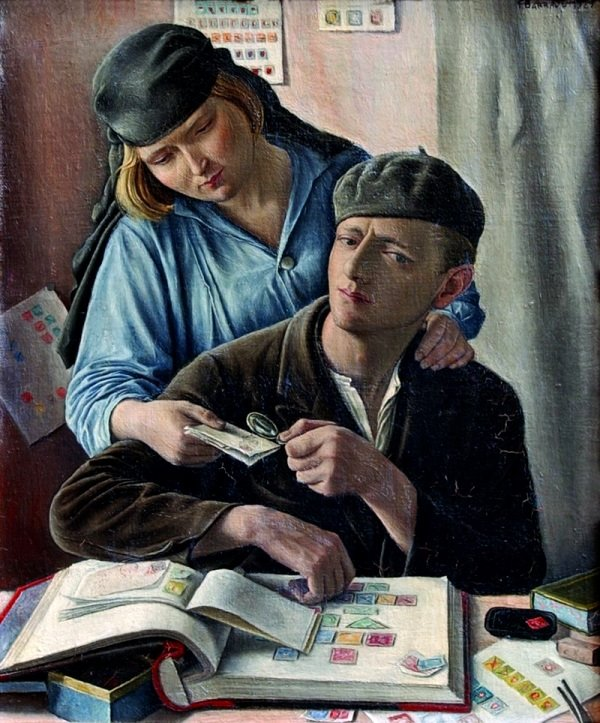
François Barraud: Filatelista, 1929

Filatelie je obor zabývající se předměty filatelistického zájmu, zejména poštovními známkami, celinami, celistvostmi, otisky poštovních razítek, poštovními nálepkami, kolkovými známkami a signetami, nově také pohlednicemi. Soustřeďuje se na jejich vzhled, výrobu a použití v poštovním provozu.

## Termín

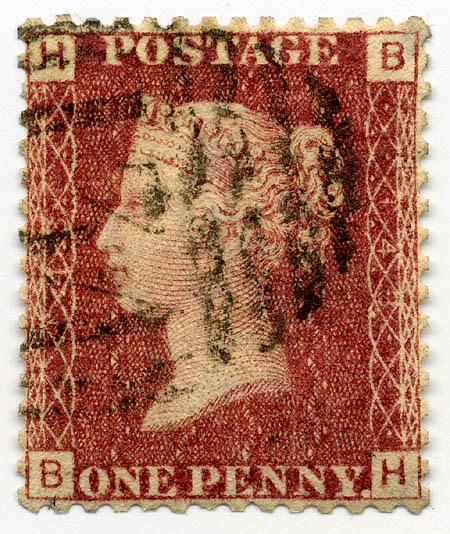
Anglická známka Penny red

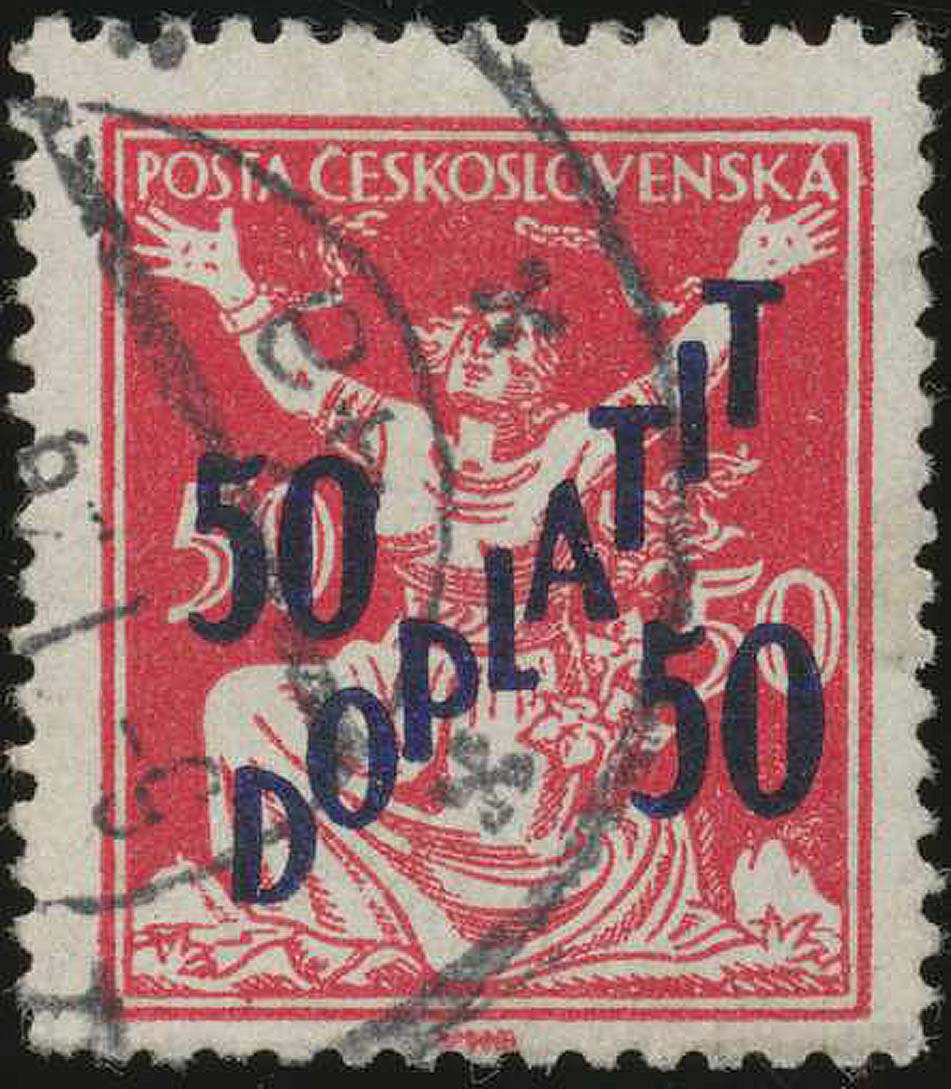
Česká rarita a jedna z nedrazších známek Chybotisk 50/50 h Doplatit

První výskyt slova filatelie, ve francouzské podobě philatélie, je spolehlivě doložen. Poprvé jej použil Georges Herpin v časopise Le Collectioneur de timbres-poste 15. listopadu 1864. Slovo filatelie je tvořeno z řeckého philos (přítel) a ateleia (zaplacení poplatku). Byly navrženy i alternativy jako timbrofilie nebo timbrologie, ale nevžily se.
Ačkoli mnoho lidí ztotožňuje filatelii se zálibou ve sbírání známek, samotná filatelie je poněkud širší pojem. Filatelista - badatel může studovat velmi vzácné známky, aniž by je vlastnil. Některých známek totiž zbylo jen několik málo exemplářů a ty jsou obvykle v muzeích nebo soukromých sbírkách.
Díky filatelii můžeme ze zdánlivě stejně vypadajících známek podrobnějším zkoumáním rozpoznat jejich různé odchylky, jako jsou odlišné druhy papíru, různé průsvitky (vodoznaky), odstíny barvy, různé druhy zoubkování a další. Porovnáním se záznamy vydavatele, kterým je obvykle stát (a jen někdy poštovní správa) můžeme zjistit, zda tyto odchylky byly úmyslné, či nikoli. Dalším bádáním se zjišťuje, jak a proč k jednotlivým odlišnostem došlo.
Protože známka je poukázkou na čerpání poštovních služeb, tedy cenina, vznikla v průběhu let řada padělků ke škodě pošty. A protože známky jsou současně i předmětem sběratelského zájmu, ty dražší z nich byly a jsou padělány ke škodě sběratelů. V rámci filatelie proto působí zkušení sběratelé-filatelističtí znalci, kteří se odhalováním obou druhů padělků zabývají.

## Typy filatelie
Technická filatelie se zabývá studiem techniky výroby známek a jejich identifikace. Mezi tyto prvky patří:
- Původní proces návrhu
- Rytina
- Tisk
- Papír (včetně průsvitek)
- Lep
- Separace - oddělování (zoubkování)
- Přetisky na již existujících známkách
- Znalecká (soudní) filatelie - identifikace padělků

Námětová filatelie se zabývá náměty, tedy tím, co je zobrazeno na známce. Jako námět může sloužit téměř cokoliv (osobnosti, krajiny, obrazy, zvířata, květiny, sport, doprava atd.). Námětová filatelie se například zabývá chybami vzniklými už při návrhu, postupnými změnami v návrhu, nebo také proč byl jaký námět použit na konkrétní známku.
Poštovní historie se soustřeďuje na užití známek při doručování zásilek. Zabývá se také studiem poštovních razítek, úřadů a dalších poštovních autorit a procesy, při kterých zásilka putuje od odesilatele k adresátovi.
Aerofilatelie se zabývá leteckou poštou, tedy zejména použitím leteckých známek a nálepek, studiem leteckých celistvostí apod. Jedná se obecně o vzdušnou přepravu poštovních zásilek - tedy letadlem, balónem nebo vzducholodí. V poslední době se od tohoto oboru odštěpila astrofilatelie.
Geografilatelie se zabývá vydanými známkami z hlediska zeměpisného a politického. Zjišťuje se, zda a kým byly pro určité území vydány známky a zda byla naplněna poštovní funkce těchto známek. Pro označení takových území se vžil pojem známková země.
Investiční filatelie se zabývá sbíráním známek za účelem jejich zhodnocení. Z 20 nejbohatších lidí České republiky podle žebříčku české mutace časopisu Forbes jich do známek investuje minimálně 20 %. V ČR je několik set investorů zabývajících se filatelii. Celosvětový roční obrat v investiční filatelii je odhadován na 1-1,5 miliardy USD.

### Náměty na známkách a jejich historie
| Kategorie   | Téma                | Počet známek v databázi k 15. 4. 2021 | Rok vydání první známky s uvedeným tématem | Země                                          |
| ----------- | ------------------- | ------------------------------------- | ------------------------------------------ | --------------------------------------------- |
| příroda     | ptáci               | 13 529                                | 1864                                       | Austrálie                                     |
|             | motýli              | 3 416                                 | 1948                                       | Chile                                         |
|             | psi                 | 2 623                                 | 1926                                       | Německo                                       |
|             | ryby                | 4 703                                 | 1915                                       | Francouzské Somálsko                          |
|             | rostliny            | 9 942                                 | 1910                                       | ostrovy Turks a Cacois                        |
|             | kůň                 | 6 491                                 | 1896                                       | Řecko                                         |
|             | houby               | 1 171                                 | 1958                                       | Rumunsko, Československo                      |
|             | pravěká zvířata     | 911                                   | 1951                                       | Indie                                         |
|             | růže                | 713                                   | 1925                                       | Nizozemí                                      |
| historie    | archeologie         | 1 508                                 | 1897                                       | Tonga                                         |
|             | erby                | 4 508                                 | 1853                                       | Španělsko                                     |
|             | Napoleon            | 143                                   | 1951                                       | Francie                                       |
|             | Lenin               | 357                                   | 1924                                       | Rusko, Sovětský svaz                          |
|             | První světová válka | 439                                   | 1914                                       | Belgie, Maďarsko, Rakousko, Rusko             |
|             | Druhá světová válka | 1 781                                 | 1938                                       | Španělsko, Československo                     |
| sport       | atletika            | 2 249                                 | 1920                                       | Belgie                                        |
|             | fotbal              | 4 658                                 | 1924                                       | Uruguay                                       |
|             | jóga                | 3                                     | 2015                                       | Indie                                         |
| doprava     | letadla             | 7 148                                 | 1914                                       | Kuba                                          |
|             | auta                | 4 549                                 | 1901                                       | USA                                           |
|             | průzkum vesmíru     | 5 607                                 | 1948                                       | USA                                           |
|             | tramvaje            | 192                                   | 1949                                       | Belgie                                        |
| náboženství | Vánoce              | 7 007                                 | 1898                                       | Kanada                                        |
|             | papež               | 1 338                                 | 1928                                       | Španělsko                                     |
| pošta       | poštovní schránky   | 227                                   | 1973                                       | Alžírsko, Bhútán, Portugalsko                 |
|             | známky na známkách  | 3 590                                 | 1892                                       | Surinam                                       |
| věda        | esperanto a jazyky  | 241                                   | 1926                                       | Rusko                                         |
|             | počítače a IT       | 721                                   | 1934                                       | Francie                                       |
| umění       | Miss                | 43                                    | 1959                                       | Kolumbie                                      |
|             | hudební nástroje    | 947                                   | 1933                                       | Italská Libye                                 |
|             | pohádky             | 1 083                                 | 1921                                       | Rusko                                         |
|             | Jules Verne         | 113                                   | 1955                                       | Francie, Monako                               |
| zdraví      | Červený kříž        | 2 083                                 | 1914                                       | Belgie, Francie, Francouzská Indočína, Monako |
|             | AIDS                | 191                                   | 1988                                       | Bhútán, Konžská rep. atd.                     |
| různé       | globusy             | 1 015                                 | 1928                                       | Argentina, USA                                |
|             | mapy                | 9 285                                 | 1888                                       | Austrálie                                     |
|             | YMCA                | 30                                    | 1953                                       | Jižní Korea                                   |

## Technické pomůcky
Filatelie je převážně založena na rozpoznávání a studiu filatelistického materiálu. Lidské smysly nejsou tak přesné, jak bychom někdy potřebovali, a proto jim musíme pomáhat různým způsobem. Některé průsvitky můžeme snadno zjistit tím, že se na známku podíváme proti světlu, někdy musíme použít speciální zvýrazňovací roztok nebo ultrafialovou lampu, využívající světla určitého spektra. Dále se používají různá zvětšovací skla (lupy), zoubkoměry nebo mikrometry (na měření tloušťky papíru).
Při studiu lze také s úspěchem používat počítač včetně scanneru, který zvětší libovolný detail a pomůže rozlišit jednotlivé typy známek či razítek; toto lze s výhodou použít také u celistvostí.

## Studium padělků
Jedním z možných důvodů studie jednotlivý edicí známek je vyhnout se nákupu padělané známky. Padělatele lze rozdělit na dvě základní skupiny a to padělatelé, kteří se snaží získat prospěch na úkor poštovního úřadu a známky uvést do oběhu (padělky ke škodě pošty). Ale ve 21. století tento případ již neznáme. A druhá skupina padělatelů, která se snaží ošálit sběratele prodejem padělané známky a vydává známku za pravou (padělky ke škodě filatelistů). V československé filatelii je vysoce padělanou kontroverzní edice tzn. Pošta československá 1919. Tato edice přetištěných rakouských a uherských známek nebyla vydána a tištěna pod správou poštovního úřadu, proto ji nelze považovat za oficiální tisk. I přesto je velmi oblíbenou sběratelskou oblastí. Zejména s ohledem na to, že v převratové době mnoho evropských států vydávalo přetištěné známky. Příklad jednoduchého studia padělků edice 1919 pomocí známých informací a pomůcek lze najít na mnoha stránkách, kde se zkoumá vzájemné rozmístění a poloha písmen, tvar písmen, použitá barva, technika přetisku, atd. Pokud ovšem chce mít sběratel jistotu, že nekupuje padělek, je dobré se obrátit na znalce v oboru filatelie, který svými znalostmi a případně fotoatestem ověří pravost známky. Tato služba je veřejně dostupná a každý solidní aukční dům tuto službu u dražších známek nabízí.

## Organizace
- Svaz českých filatelistů (SČF)
- Mezinárodní filatelistická federace (Fédération Internationale de Philatélie - FIP)
- Mezinárodní sdružení vydavatelů katalogů poštovních známek, alb a filatelistických publikací (Association Internationale des Editeurs de catalogues de timbres-poste, d'albums et de publications philatéliques - ASCAT)
- Mezinárodní federace sdružení obchodníků s poštovními známkami (International Federation of Stamp Dealers Associations - IFSDA)
- Mezinárodní sdružení filatelistických znalců ((francouzsky) Association internationale des experts en philatélie - AIEP)
- Světová poštovní unie (Universal Postal Union - UPU), pod OSN